# 데비안 버전 역사

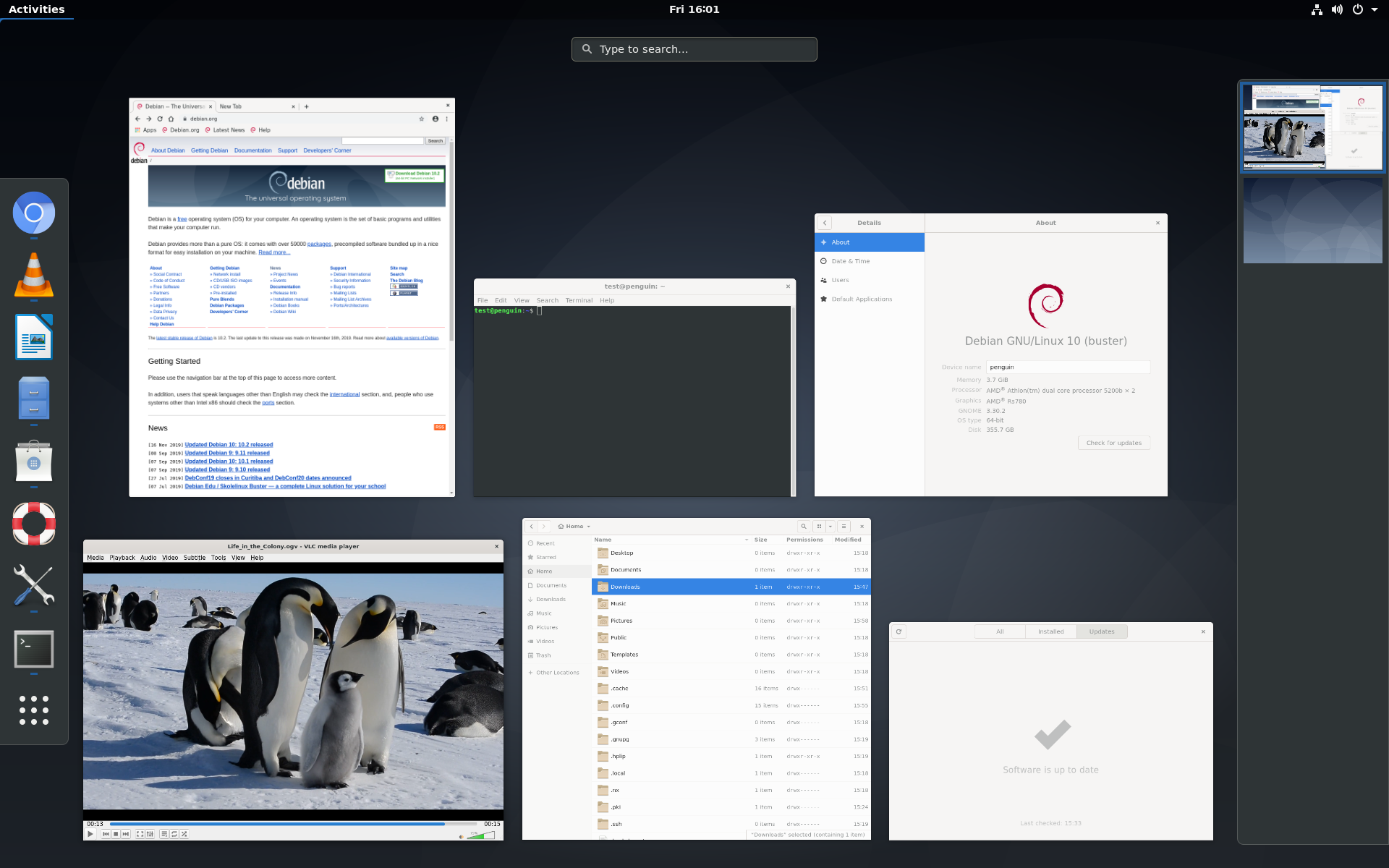
그놈 데스크탑 환경 버전 3이 탑재된 데비안 10 (버스터) 스크린샷

데비안 릴리스는 정해진 일정에 따라 진행되지 않는다. 최근 릴리스는 데비안 프로젝트에서 약 2년마다 진행되었다. 데비안의 최신 버전은 데비안 버전 12(코드명 "Bookworm")이다. 데비안의 다음 예정 릴리스는 데비안 13(코드명 "Trixie")이다.
데비안은 항상 최소 세 개의 활성 브랜치, 즉 "stable", "testing", "unstable"을 가지고 있다. stable 브랜치는 주요 릴리스로 간주되며, 대부분의 사람들이 데비안에 대해 이야기할 때 이 브랜치를 지칭한다. testing 브랜치는 unstable에서 가져온 패키지를 포함한다. testing 브랜치는 stable보다 훨씬 더 최신 패키지를 가지고 있으며, 데비안의 다음 버전이 되기 위해 릴리스 전에 동결된다. unstable 릴리스(시드라고도 함)는 활발한 개발이 이루어지는 브랜치로, 데비안에서 가장 불안정한 버전이다.
데비안 stable 브랜치가 새로운 릴리스로 대체되면 현재 stable은 "oldstable" 릴리스가 된다. 데비안 stable 브랜치가 다시 대체되면, oldstable 릴리스는 "oldoldstable" 릴리스가 된다. Oldoldstable 릴리스는 최종적으로 보관된 릴리스 저장소로 이동된다.

## 명명 규칙
데비안 배포판의 코드명은 토이 스토리 영화에 등장하는 캐릭터들의 이름을 기반으로 한다. 데비안의 불안정한 트렁크는 장난감을 자주 부수는 캐릭터인 시드의 이름을 따서 명명되었다.

## 출시 주기
"시드"라는 코드네임으로 불리는 데비안 언스테이블은 최신 패키지가 출시되는 즉시 포함되는 롤링 릴리스 모델을 따르다.
패키지가 데비안 언스테이블에 2~10일 동안 머물렀고(업데이트 긴급성에 따라 달라짐), 치명적인 버그를 발생시키지 않으며 다른 패키지를 손상시키지 않는 경우(기타 조건 포함), 해당 패키지는 "next-stable"이라고도 불리는 데비안 테스트에 포함된다.
평균적으로 약 2년마다 데비안 테스트는 "동결" 주기를 거치는데, 이는 심각한 버그를 수정하지 않는 한 새로운 패키지의 출시가 보류되는 것을 의미한다. 이 동결 상태는 평균 7개월 동안 지속되지만, 짧게는 한 달 정도 지속될 수도 있다. 데비안 테스트에 더 이상 출시에 심각한 버그가 없으면 "안정" 상태로 선언되고 버전 번호가 부여되어 출시된다.

## 릴리스 테이블
| Ver.   | 코드명                  | 출시일               | 최종/최신 릴리스 (날짜)  | 지원 아키텍처 수 | 패키지 수 | 패키지 수 | 리눅스 커널                    | 지원 종료        | 지원 종료       | 지원 종료       | 참고                                                                                      |
| Ver.   | 코드명                  | 출시일               | 최종/최신 릴리스 (날짜)  | 지원 아키텍처 수 | 바이너리  | 소스      | 리눅스 커널                    | 보안 지원 기간   | 장기 지원       | 유료 ELTS       | 참고                                                                                      |
| ------ | ----------------------- | -------------------- | ------------------------ | ---------------- | --------- | --------- | ------------------------------ | ---------------- | --------------- | --------------- | ----------------------------------------------------------------------------------------- |
| 0.90   |                         | 1994년 1월 26일      |                          | 1                | ?         | ?         | 0.99.14t                       | 빈칸             | 없음            | 없음            | [ 12 ] [ 13 ]                                                                             |
| 0.91   |                         | 1994년 1월 29일      |                          | 1                | ?         | ?         | 0.99.14w                       | 빈칸             | 없음            | 없음            | [ 12 ]                                                                                    |
| 0.93R5 |                         | 1995년 3월           |                          | 1                | ?         | ?         | ?                              | 빈칸             | 없음            | 없음            | [ 12 ]                                                                                    |
| 0.93R6 |                         | 1995년 11월 9일      |                          | 1                | 256       | ?         | 1.2.13                         | 빈칸             | 없음            | 없음            | [ 12 ] [ 14 ] [ 15 ]                                                                      |
| 1.0    |                         | 출시되지 않음        | 빈칸                     | 1                | 빈칸      | 빈칸      | 빈칸                           | 빈칸             | 없음            | 없음            | [ 12 ] [ 16 ]                                                                             |
| 1.1    | Buzz                    | 1996년 6월 17일      |                          | 1                | 474       | ?         | 2.0                            | 빈칸             | 없음            | 없음            | [ 12 ] [ 17 ]                                                                             |
| 1.2    | Rex                     | 1996년 12월 12일     |                          | 1                | 848       | ?         | 2.0.27                         | 빈칸             | 없음            | 없음            | [ 12 ] [ 18 ]                                                                             |
| 1.3    | Bo                      | 1997년 6월 5일       |                          | 1                | 974       | ?         | 2.0.33                         | 빈칸             | 없음            | 없음            | [ 12 ] [ 19 ]                                                                             |
| 2.0    | Hamm                    | 1998년 7월 24일      |                          | 2                | ≈1,500    | ?         | 2.0.34                         | 빈칸             | 없음            | 없음            | [ 12 ] [ 20 ]                                                                             |
| 2.1    | Slink                   | 1999년 3월 9일       |                          | 4                | ≈2,250    | ?         | 2.0.34, 2.0.35, 2.0.36, 2.0.38 | 2000년 10월 30일 | 없음            | 없음            | [ 12 ] [ 21 ] [ 22 ]                                                                      |
| 2.2    | Potato                  | 2000년 8월 14일–15일 |                          | 6                | ≈3,900    | ≈2,600    | 2.0.38, 2.2.19                 | 2003년 6월 30일  | 없음            | 없음            | [ 12 ] [ 23 ] [ 24 ]                                                                      |
| 3.0    | Woody                   | 2002년 7월 19일      |                          | 11               | ≈8,500    | ?         | 2.2.20, 2.4.18                 | 2006년 6월 30일  | 없음            | 없음            | [ 12 ] [ 25 ] [ 26 ] [ 27 ]                                                               |
| 3.1    | Sarge                   | 2005년 6월 6일       |                          | 11               | ≈15,400   | ?         | 2.4.27, 2.6.8                  | 2008년 3월 31일  | 없음            | 없음            | [ 12 ] [ 28 ] [ 29 ]                                                                      |
| 4      | Etch                    | 2007년 4월 8일       | 4.0r9 (2010년 5월 22일)  | 11               | ≈18,000   | ?         | 2.6.18, 2.6.24                 | 2010년 2월 15일  | 없음            | 없음            | [ 12 ] [ 30 ] [ 31 ]                                                                      |
| 5      | Lenny                   | 2009년 2월 14일      | 5.0.10 (2012-3-10)       | 12               | ≈23,000   | ≈12,000   | 2.6.26                         | 2012년 2월 6일   | 없음            | 없음            | [ 12 ] [ 32 ] [ 33 ]                                                                      |
| 6      | Squeeze                 | 2011년 2월 6일       | 6.0.10 (2014년 7월 19일) | 11               | ≈29,000   | ≈15,000   | 2.6.32                         | 2014년 5월 31일  | 2016년 2월 29일 | 없음            | [ 12 ] [ 34 ] [ 35 ] [ 36 ] [ 37 ]                                                        |
| 7      | Wheezy                  | 2013년 5월 4일       | 7.11 (2016년 6월 4일)    | 13               | ≈36,000   | ≈17,500   | 3.2                            | 2016년 4월 25일  | 2018년 5월 31일 | 2020년 6월 30일 | [ 12 ] [ 38 ] [ 39 ] [ 40 ] [ 36 ] [ 10 ] [ 41 ]                                          |
| 8      | Jessie                  | 2015년 4월 25일–26일 | 8.11 (2018년 6월 23일)   | 10               | ≈43,000   | ≈20,000   | 3.16                           | 2018년 6월 17일  | 2020년 6월 30일 | 2025년 6월 30일 | [ 12 ] [ 42 ] [ 43 ] [ 36 ] [ 44 ] [ 10 ]                                                 |
| 9      | Stretch                 | 2017년 6월 17일      | 9.13 (2020년 7월 18일)   | 10               | ≈51,000   | ≈25,000   | 4.9                            | 2020년 7월 18일  | 2022년 6월 30일 | 2027년 6월 30일 | [ 12 ] [ 45 ] [ 46 ] [ 47 ] [ 36 ] [ 10 ]                                                 |
| 10     | Buster                  | 2019년 7월 6일       | 10.13 (2022년 9월 10일)  | 10               | ≈59,000   | ≈29,000   | 4.19                           | 2022년 9월 10일  | 2024년 6월 30일 | 2029년 6월 30일 | [ 48 ] [ 49 ] [ 50 ] [ 51 ] [ 52 ] [ 53 ] [ 54 ] [ 55 ] [ 56 ]                            |
| 11     | Bullseye                | 2021년 8월 14일      | 11.11 (2024-8-31)        | 9                | 59,551    | 31,387    | 5.10                           | 2024년 8월 15일  | 2026년 8월 31일 | 2031년 6월 30일 | [ 1 ] [ 57 ] [ 58 ] [ 59 ] [ 60 ] [ 61 ] [ 50 ] [ 62 ] [ 63 ] [ 64 ] [ 65 ] [ 66 ] [ 67 ] |
| 12     | Bookworm                | 2023년 6월 10일      | 12.11 (2025년 5월 17일)  | 9                | 64,419    | 34,780    | 6.1                            | 2026년 6월       | 2028년 6월      | 2033년 6월 30일 | [ 68 ] [ 69 ] [ 70 ] [ 71 ] [ 72 ] [ 73 ] [ 74 ] [ 75 ] [ 76 ] [ 77 ] [ 78 ] [ 79 ]       |
| 13     | Trixie                  | 발표 예정            | 발표 예정                | 발표 예정        | 발표 예정 | 발표 예정 | 발표 예정                      | 발표 예정        | 발표 예정       | 빈칸            | [ 80 ] [ 81 ] [ 82 ] [ 83 ]                                                               |
| 14     | Forky                   | 발표 예정            | 발표 예정                | 발표 예정        | 발표 예정 | 발표 예정 | 발표 예정                      | 발표 예정        | 발표 예정       | 빈칸            | [ 84 ]                                                                                    |
| 15     | Duke                    | 발표 예정            | 발표 예정                | 발표 예정        | 발표 예정 | 발표 예정 | 발표 예정                      | 발표 예정        | 발표 예정       | 빈칸            | [ 85 ]                                                                                    |
|        | Sid (unstable)          | 롤링 릴리스          |                          | 22               | >67,000   | >32,000   | 6.12.13                        | 빈칸             | 빈칸            | 빈칸            | [ 50 ] [ 81 ] [ 86 ] [ 87 ]                                                               |
|        | RC-Buggy (experimental) | 롤링 릴리스          |                          | ? 13 ?           | >9800     | ~4500     | 6.13.2                         | 빈칸             | 빈칸            | 빈칸            | [ 50 ] [ 81 ] [ 88 ] [ 89 ] [ 90 ] [ 91 ]                                                 |

1. ↑  지원되는 하드웨어 아키텍처의 수
2. ↑  확장 장기 지원(ELTS)은 프리시안에서 구독자에게 제공한다.[10] 커널 지원은 없으며, 후원 패키지만 지원된다.[11]
3. ↑  9개만이 stable 릴리스의 후보이다.
4. ↑  2022년 7월 5일 기준
5. ↑  2022년 7월 5일 기준
6. ↑  2024년 9월 28일 기준
7. ↑  2024년 9월 28일 기준
8. ↑  2024년 9월 28일 기준

릴리스가 장기 지원 단계(LTS-phase)로 전환되면 데비안 보안팀은 더 이상 보안을 담당하지 않는다. 데비안 아키텍처의 일부만 장기 지원 대상이며, 백포트 패키지는 지원되지 않는다.

## 출시 내역
데비안 1.0은 공급업체가 실수로 해당 버전 번호의 개발 릴리스를 배포하면서 출시되지 못했다.
패키지 관리 시스템인 Dpkg와 프런트엔드인 dselect는 이전 릴리스에서 데비안에서 개발 및 구현되었다. A.out 바이너리 형식에서 ELF 바이너리 형식으로의 전환은 계획된 1.0 릴리스 이전에 이미 시작되었다. 유일하게 지원되는 아키텍처는 Intel 80386 (i386)이었다.

### 데비안 1.1 (버즈)
1996년 6월 17일에 출시된 데비안 1.1( 버즈 )은 474개의 패키지를 포함하고 있었다. 데비안은 ELF 바이너리 포맷으로 완전히 전환되었고, 리눅스 커널 2.0을 사용했다.

### 데비안 1.2(렉스)
1996년 12월 12일에 출시된 데비안 1.2( 렉스 )에는 120명의 개발자가 관리하는 848개의 패키지가 포함되어 있었다.

### 데비안 1.3 (Bo)

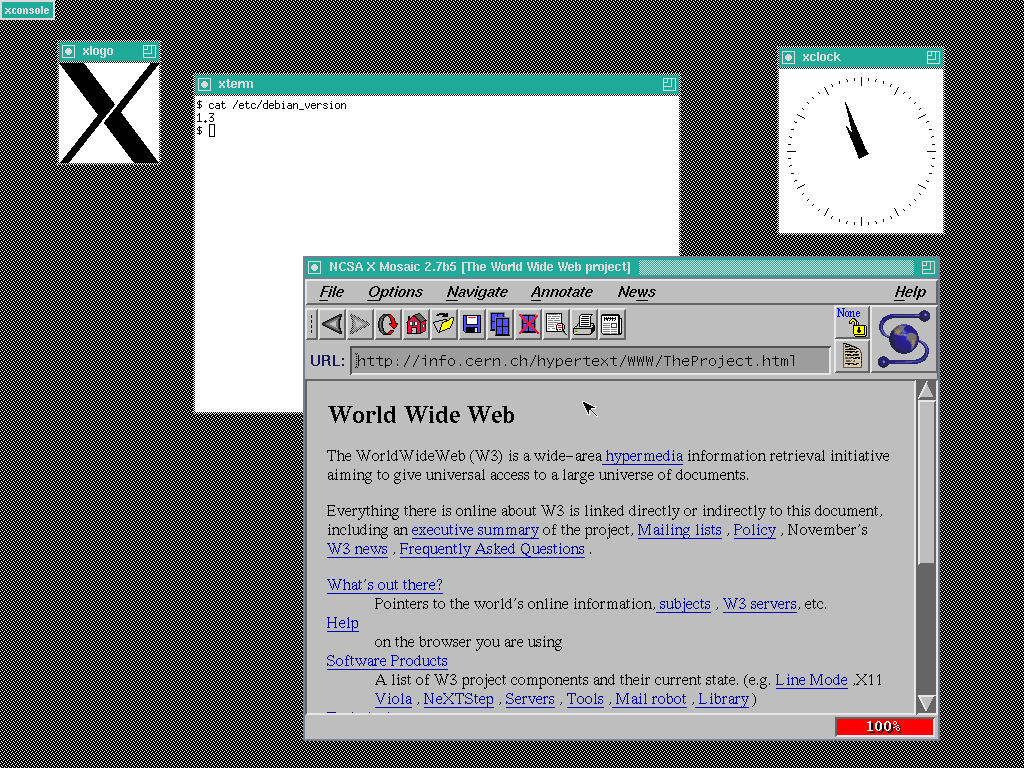
Twm을 실행하는 데비안 1.3 (Bo)

1997년 6월 5일에 출시된 데비안 1.3( Bo )에는 200명의 개발자가 관리하는 974개의 패키지가 포함되어 있었다.
포인트 릴리스:
- 1.3.1 (1997년 7월 8일(28년 전))[98]
- 1.3.1r1 (출시일 미상)
- 1.3.1r2 (출시일 미상)
- 1.3.1r3 (출시일 미상)
- 1.3.1r4 (출시일 미상)
- 1.3.1r5 (1997년 12월 23일(27년 전))
- 1.3.1r6 (1998년 2월 3일(27년 전))[99]

### 데비안 2.0 (햄)

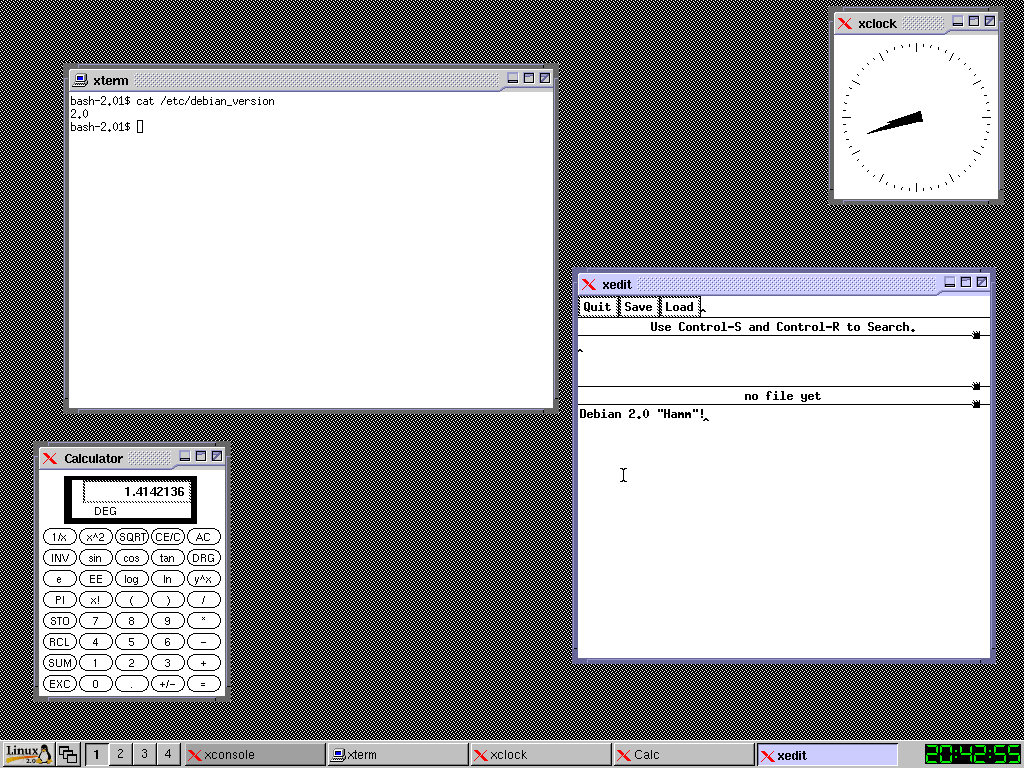
IceWM을 실행하는 데비안 2.0 (Hamm)

1998년 7월 24일에 출시된 데비안 2.0( Hamm )은 400명이 넘는 개발자가 관리하는 1,500개 이상의 패키지를 포함했다. libc6으로 전환되었고, 모토로라 68000 시리즈 (m68k) 아키텍처로 포팅되었다.
포인트 릴리스:
- 2.0r1 (1998년 7월 24일(27년 전))[101]
- 2.0r2 (1998년 8월 29일(26년 전))
- 2.0r3 (1998년 9월 21일(26년 전))
- 2.0r4 (1998년 12월 7일(26년 전))
- 2.0r5 (1999년 3월 15일(26년 전))

### 데비안 2.1 (슬링크)

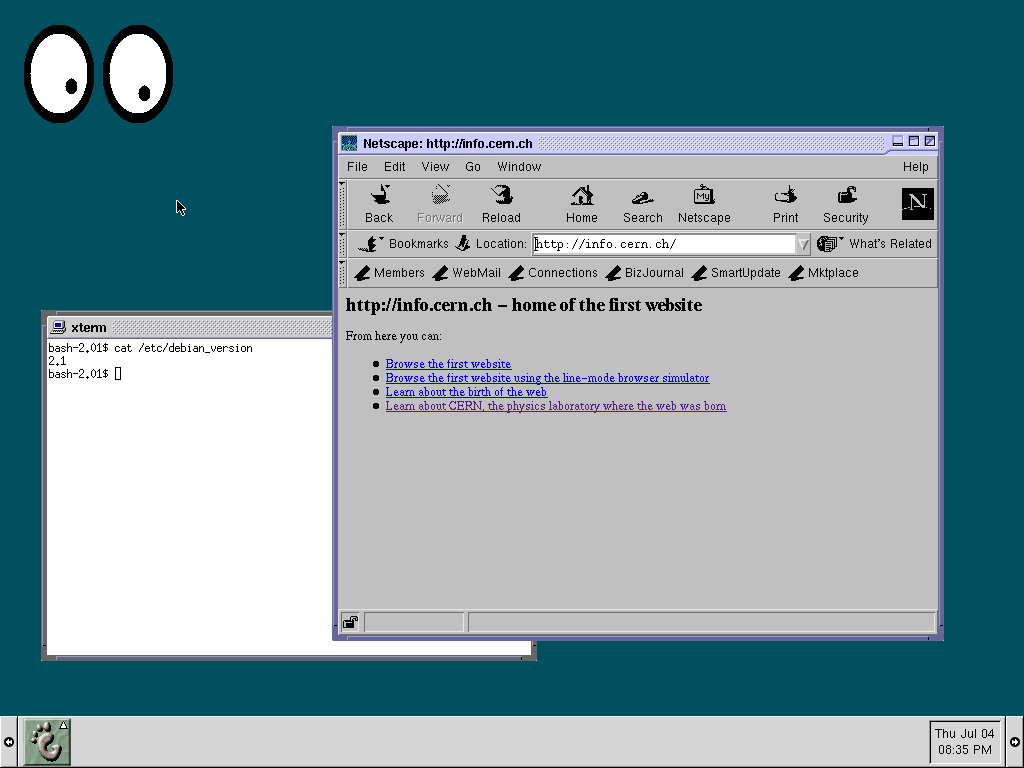
매우 초기 버전의 그놈을 실행하는 데비안 2.1 (Slink)

1999년 3월 9일에 출시된 데비안 2.1( Slink )에는 약 2,250개의 패키지가 포함되어 있었다. 패키지 관리 시스템을 위해 프런트엔드 APT가 도입되었고, Alpha와 SPARC로 포팅되었다.
포인트 릴리스:
- 2.1r1 (아마도 출시되지 않았을 수도 있음)[104]
- 2.1r2 (1999년 6월 27일(26년 전))[105]
- 2.1r3 (1999년 9월 4일(25년 전))[106]
- 2.1r4 (1999년 12월 15일(25년 전))[107]
- 2.1r5 (2000년 2월 16일(25년 전))[108]

### 데비안 2.2 (감자)

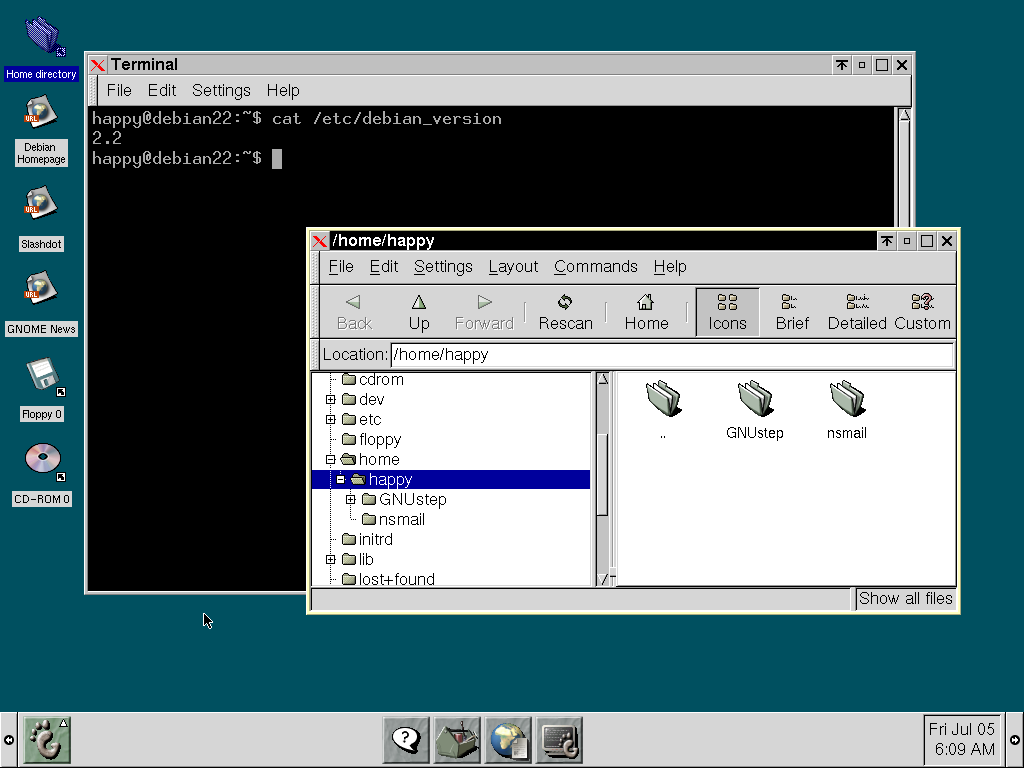
데비안 2.2 (Potato)

2000년 8월 14일에서 15일 사이에 출시된 데비안 2.2( Potato )는 450명 이상의 개발자가 관리하는 2,600개의 패키지를 포함하고 있었다. 새로운 패키지에는 디스플레이 관리자 GDM, 디렉토리 서비스 OpenLDAP, 보안 소프트웨어 OpenSSH, 메시지 전송 에이전트 Postfix가 포함되었다. PowerPC 및 ARM 아키텍처로 포팅되었다.
포인트 릴리스:
- 2.2r1 (2000년 11월 14일(24년 전))[110]
- 2.2r2 (2000년 12월 5일(24년 전))[111]
- 2.2r3 (2001년 4월 17일(24년 전))[112]
- 2.2r4 (2001년 11월 5일(23년 전))[113]
- 2.2r5 (2002년 1월 10일(23년 전))[114]
- 2.2r6 (2002년 4월 3일(23년 전))[115]
- 2.2r7 (2002년 7월 13일(23년 전))[116]

### 데비안 3.0(우디)

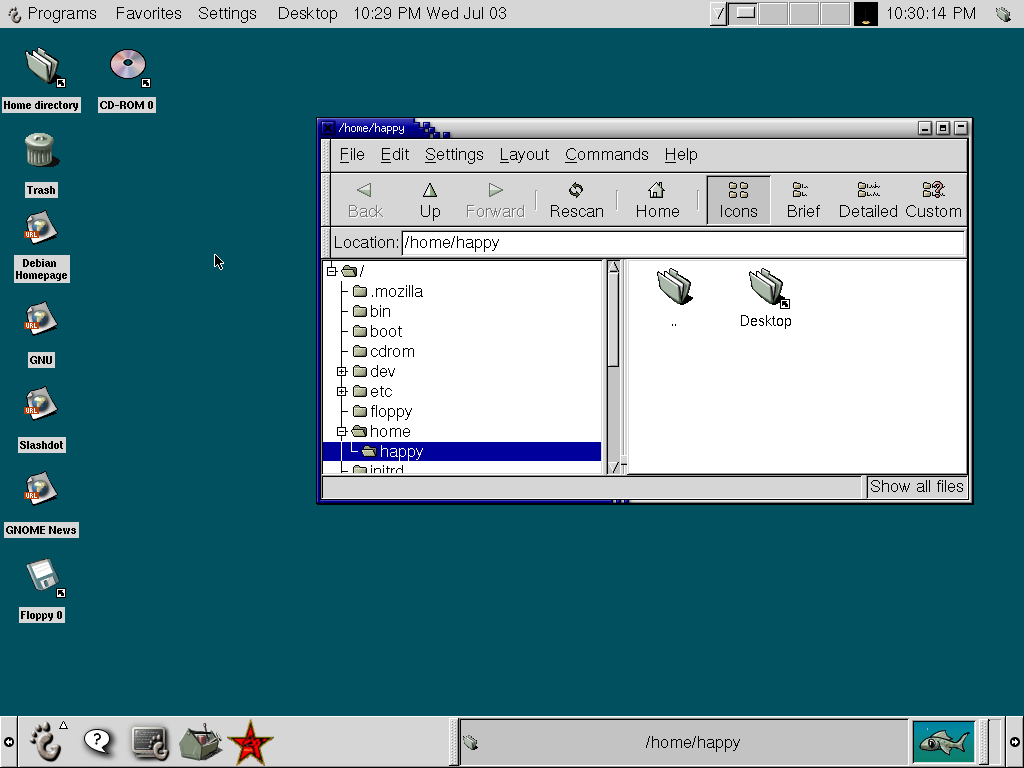
그놈 1.4를 실행하는 데비안 3.0 (우디)

2002년 7월 19일에 출시된 데비안 3.0( 우디 )은 900명 이상의 개발자가 관리하는 약 8,500개의 패키지를 포함했다. KDE가 도입되었고, IA-64, PA-RISC (hppa), mips와 mipsel, 그리고 IBM ESA/390(s390) 등의 아키텍처로 포팅되었다.
포인트 릴리스:
- 3.0r1 (2002년 12월 16일(22년 전))[118]
- 3.0r2 (2003년 11월 21일(21년 전))[119]
- 3.0r3 (2004년 10월 26일(20년 전))[120]
- 3.0r4 (2005년 1월 1일(20년 전))[121]
- 3.0r5 (2005년 4월 16일(20년 전))[122]
- 3.0r6 (2005년 6월 2일(20년 전))[123]

### 데비안 3.1 (Sarge)

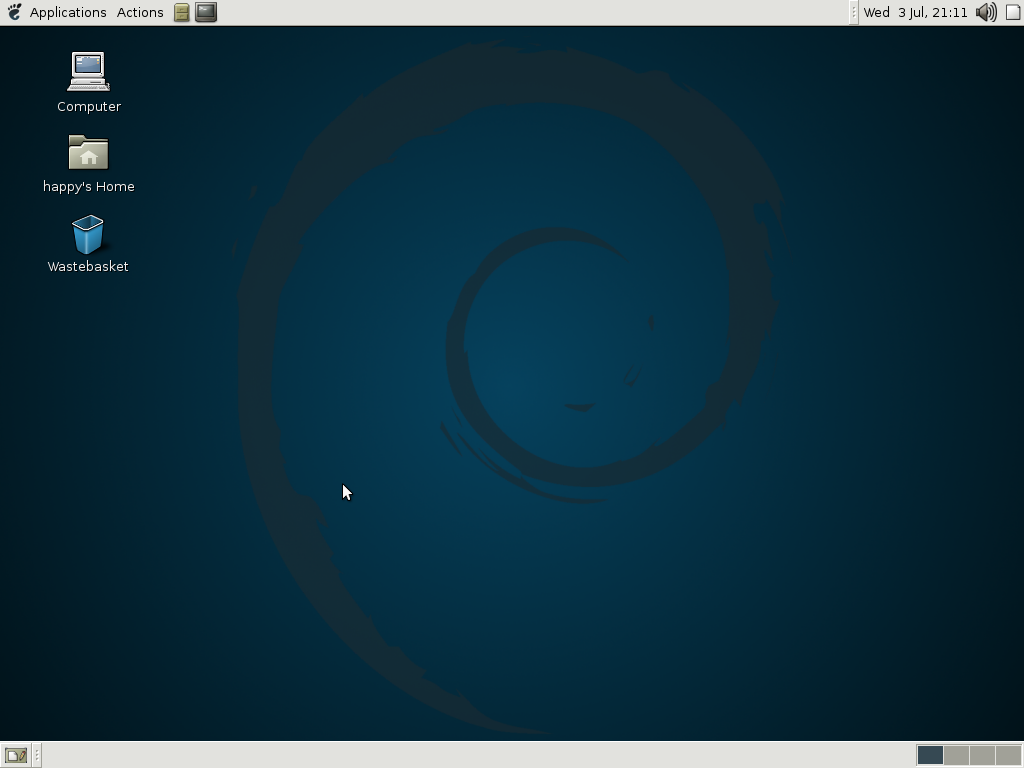
데비안 3.1 (Sarge)

2005년 6월 6일에 출시된 데비안 3.1( Sarge )에는 약 15,400개의 패키지가 포함되어 있었다. 데비안 인스톨러와 오픈오피스가 도입되었다.
포인트 릴리스:
- 3.1r1 (2005년 12월 20일(19년 전))[125][126]
- 3.1r2 (2006년 4월 19일(19년 전))[127][128]
- 3.1r3 (2006년 9월 1일(18년 전))[129][130]
- 3.1r4 (2006년 11월 6일(18년 전))[131][132]
- 3.1r5 (2007년 2월 18일(18년 전))[133][134]
- 3.1r6 (2007년 4월 7일(18년 전))[135][136]
- 3.1r7 (2007년 12월 28일(17년 전))[137][138]
- 3.1r8 (2008년 4월 13일(17년 전)) 이것은 코드명 Sarge에 대한 최종 업데이트이다.[139][140]

### 데비안 4.0(Etch)

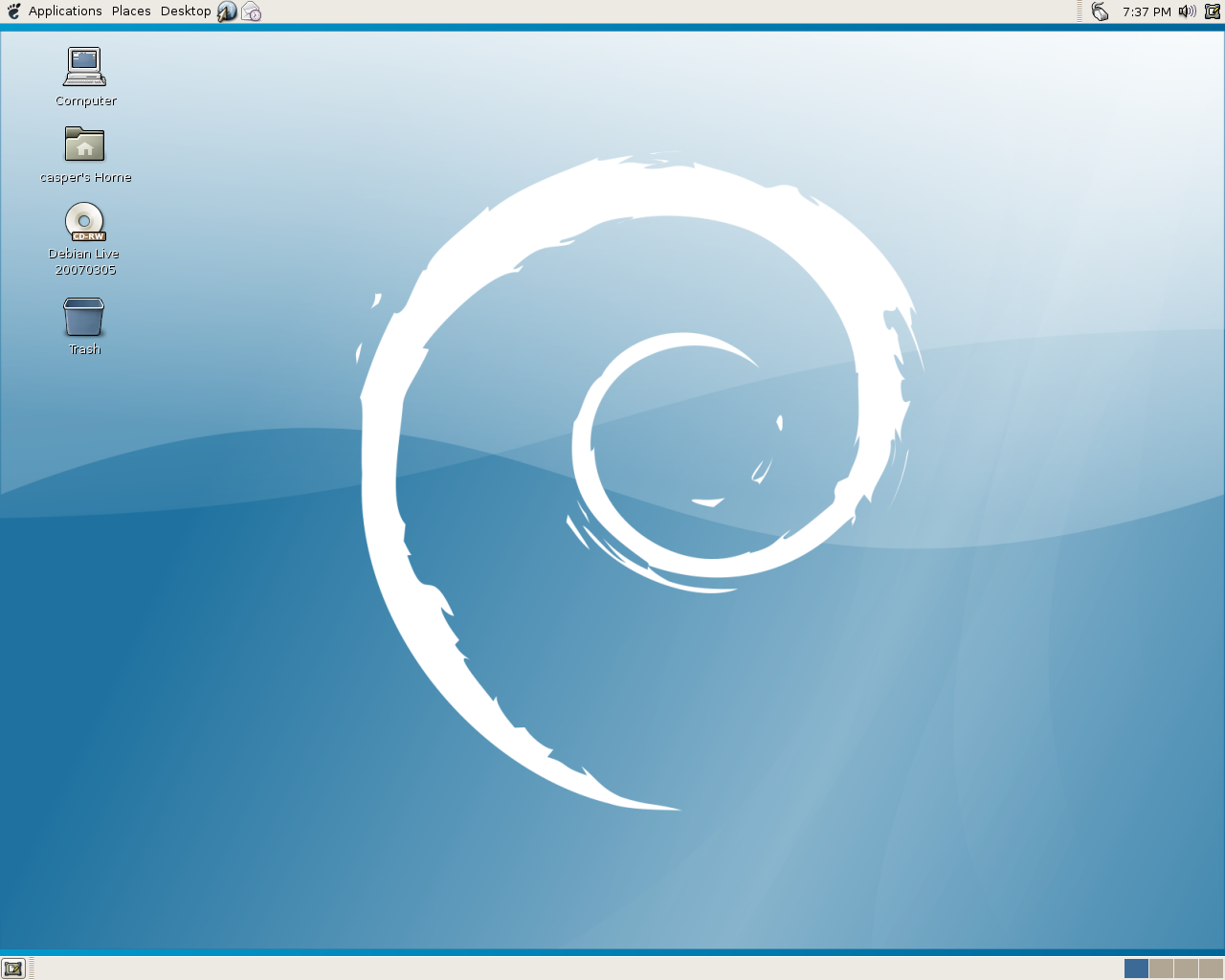
데비안 4.0 (Etch)

2007년 4월 8일에 출시된 데비안 4.0( Etch )은 1,030명 이상의 개발자가 관리하는 약 18,000개의 패키지를 포함하고 있었다. 데비안은 X86-64 (amd64)로 포팅되었으며, 모토로라 68000 시리즈 (m68k) 아키텍처 지원이 중단되었다. utf-8 및 Udev 장치 관리 기능이 기본적인 설정으로 도입되었다.
포인트 릴리스:
- 4.0r1 (2007년 8월 17일(17년 전))[142][143]
- 4.0r2 (2007년 12월 27일(17년 전))[144][145]
- 4.0r3 (2008년 2월 17일(17년 전))[146][147]
- 4.0r4 (2008년 7월 26일(17년 전))[148][149]
- 4.0r5 (2008년 10월 23일(16년 전))[150][151]
- 4.0r6 (2008년 12월 18일(16년 전))[152][153]
- 4.0r7 (2009년 2월 10일(16년 전))[154][155]
- 4.0r8 (2009년 4월 8일(16년 전))[156][157]
- 4.0r9 (2010년 5월 22일(15년 전)) 이것은 코드명 Etch에 대한 최종 업데이트이다.[158][159]

### 데비안 5.0 (레니)

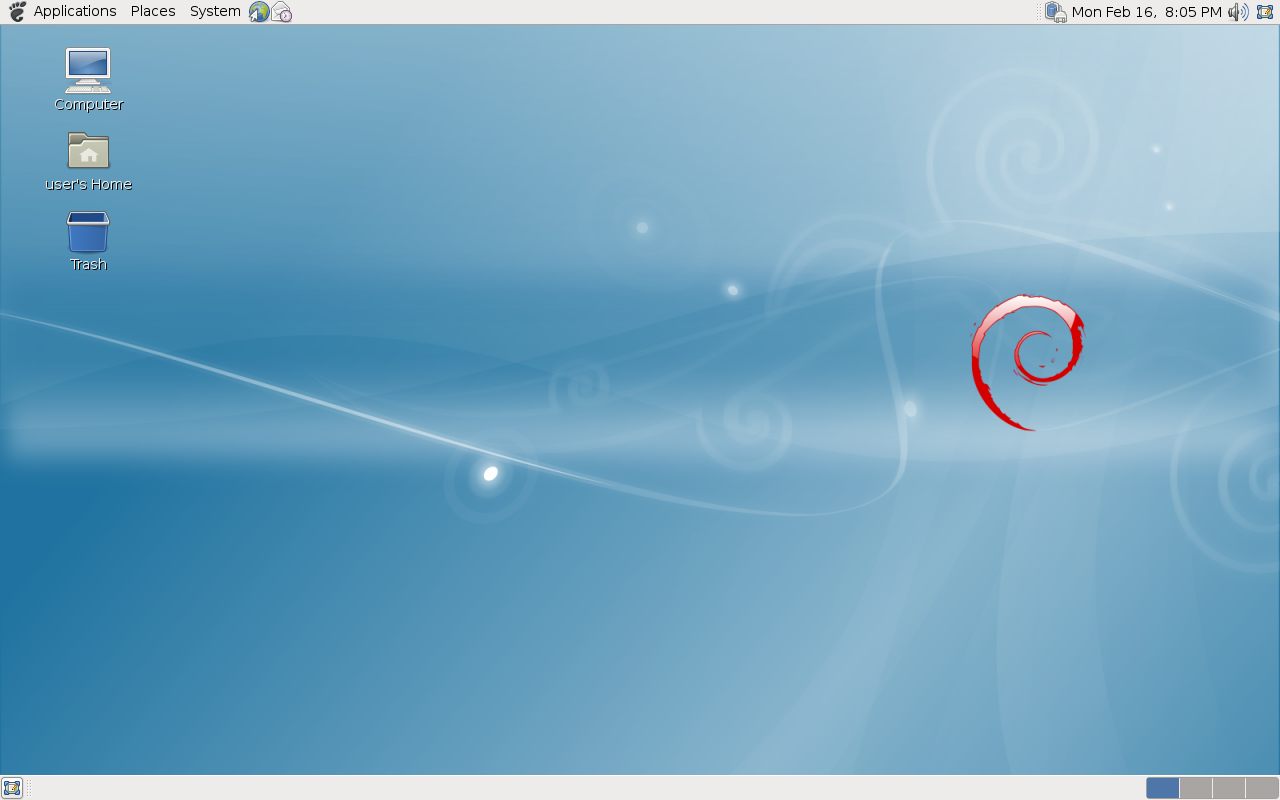
데비안 5.0 (레니)

2009년 2월 14일에 출시된 데비안 5.0( 레니 )에는 23,000개 이상의 패키지가 포함되었으며, ARM EABI (armel) 아키텍처로 포팅되었다.
포인트 릴리스:
- 5.0.1 (2009년 4월 11일(16년 전))[161][162]
- 5.0.2 (2009년 6월 27일(16년 전))[163][164]
- 5.0.3 (2009년 9월 5일(15년 전))[165][166]
- 5.0.4 (2010년 1월 30일(15년 전))[167][168]
- 5.0.5 (2010년 7월 26일(15년 전))[169][170]
- 5.0.6 (2010년 9월 4일(14년 전))[171][172]
- 5.0.7 (2010년 11월 27일(14년 전))[173]
- 5.0.8 (2011년 1월 22일(14년 전))[174]
- 5.0.9 (2011년 1월 22일(14년 전))[175]
- 5.0.10 (2012년 3월 10일(13년 전)) 이것은 코드명 Lenny에 대한 최종 업데이트이다.[176]

### 데비안 6.0 (스퀴즈)

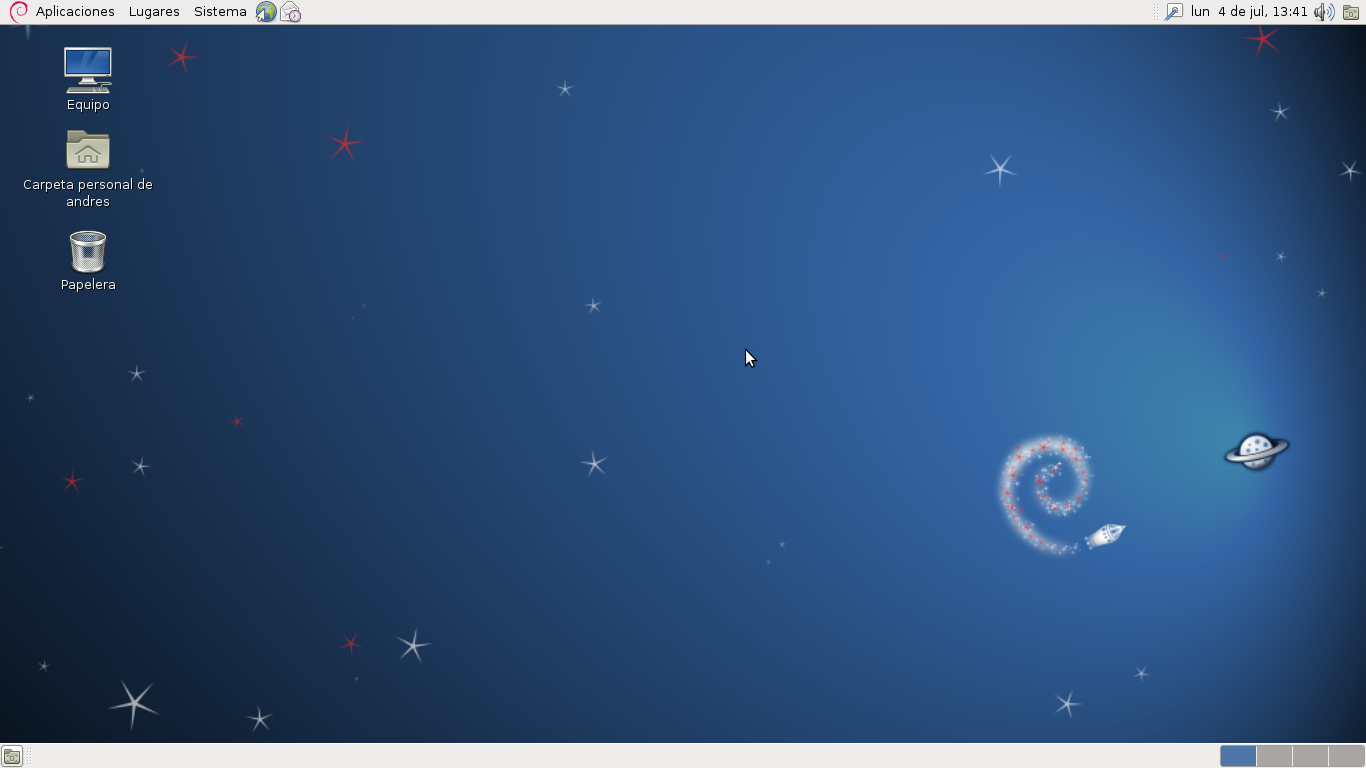
스페인어 버전 데비안 6.0 (Squeeze)

2011년 2월 6일에 출시된 데비안 6.0( Squeeze )에는 29,000개 이상의 패키지가 포함되었다. 이 릴리스부터 리눅스 커널은 기본적으로 디블로빙(deblobbing)되었다. 웹브라우저 크로미엄이 도입되었고, kfreebsd-i386 및 kfreebsd-amd64 아키텍처로 포팅되었다(이 포팅은 이후 중단됨). 또한 인텔 486, 알파, PA-RISC (hppa) 아키텍처에 대한 지원이 중단되었다.
Squeeze는 비자유 펌웨어 구성 요소(일명 "바이너리 블롭")가 정책상 "메인" 저장소에서 제외된 최초의 데비안 릴리스였다.
포인트 릴리스:
- 6.0.1 (2011년 3월 19일(14년 전))[183]
- 6.0.2 (2011년 6월 25일(14년 전))[184]
- 6.0.3 (2011년 10월 8일(13년 전))[185]
- 6.0.4 (2012년 1월 28일(13년 전))[186]
- 6.0.5 (2012년 5월 12일(13년 전))[187]
- 6.0.6 (2012년 9월 29일(12년 전))[188]
- 6.0.7 (2013년 2월 23일(12년 전))[189]
- 6.0.8 (2013년 10월 20일(11년 전))[190]
- 6.0.9 (2014년 2월 15일(11년 전))[191]
- 6.0.10 (2014년 6월 19일(11년 전)) 이것은 코드명 Squeeze의 최종 업데이트이다.[192]
- 스퀴즈 장기 지원 종료 (2016년 2월 29일(9년 전))[193]

### 데비안 7(위지)

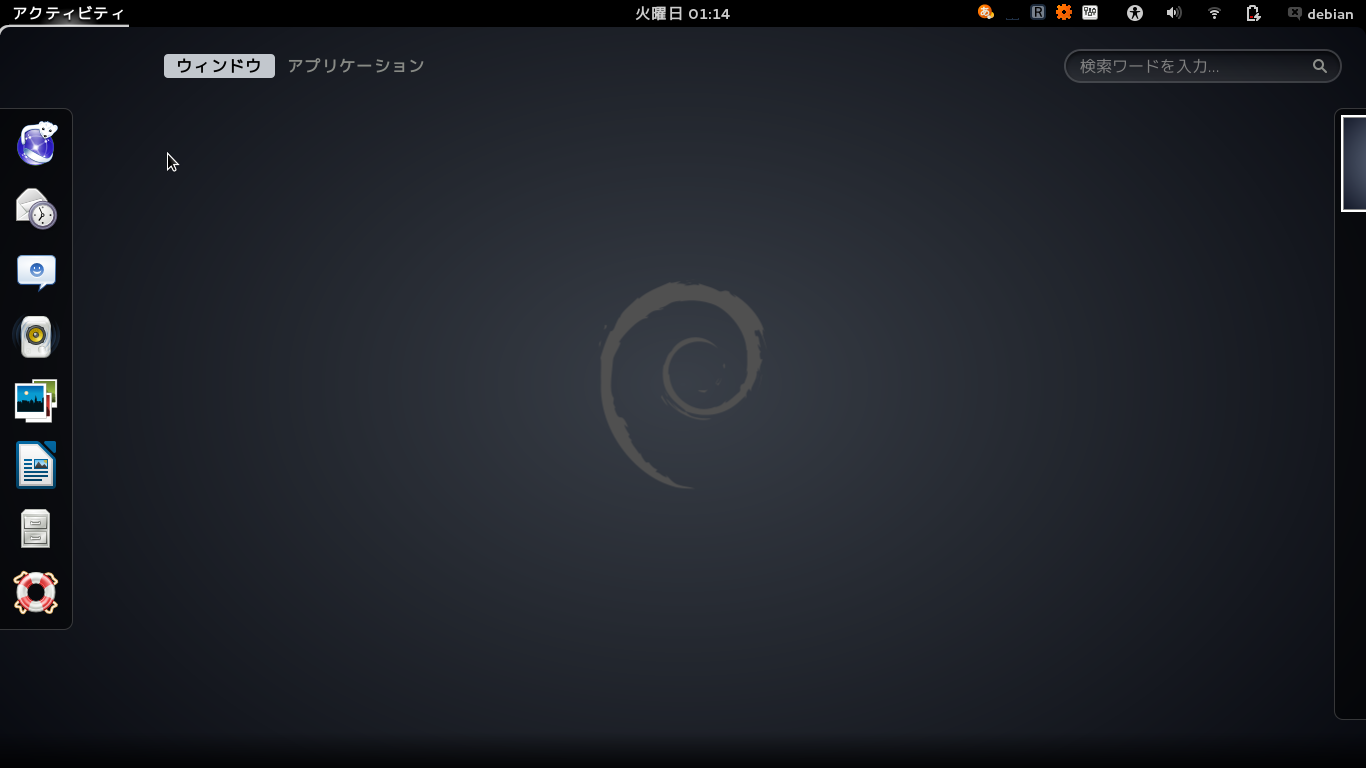
일본어 버전 데비안 7 (Wheezy).

2013년 5월 4일에 출시된 데비안 7( Wheezy )에는 36,000개 이상의 패키지가 포함되었다. UEFI 지원이 추가되었고, armhf 및 IBM z/Architecture(s390x) 아키텍처로 포팅되었다.
포인트 릴리스:
- 7.1 (2013년 6월 15일(12년 전))[196]
- 7.2 (2013년 10월 12일(11년 전))[197]
- 7.3 (2013년 12월 14일(11년 전))[198]
- 7.4 (2014년 2월 8일(11년 전))[199]
- 7.5 (2014년 4월 26일(11년 전))[200]
- 7.6 (2014년 7월 12일(11년 전))[201]
- 7.7 (2014년 10월 18일(10년 전))[202]
- 7.8 (2015년 1월 10일(10년 전))[203]
- 데비안 8.0 코드명 Jessie 출시, Wheezy가 oldstable이 됨 (2015년 4월 25일(10년 전))
- 7.9 (2015년 9월 5일(9년 전))[204]
- 7.10 (2016년 4월 2일(9년 전))[205]
- 7.11 (2016년 6월 4일(9년 전)) 이것은 코드명 Wheezy에 대한 최종 업데이트이다.[206]
- 데비안 9.0 코드명 Stretch가 출시되고 Wheezy가 oldoldstable이 됨 (2017년 6월 17일(8년 전))
- Wheezy 장기 지원 서비스 종료 (2018년 6월 1일(7년 전))[207]
- Wheezy 장기 지원 연장 서비스 종료 (2020년 6월 30일(5년 전)).[208]

### 데비안 8(제시)

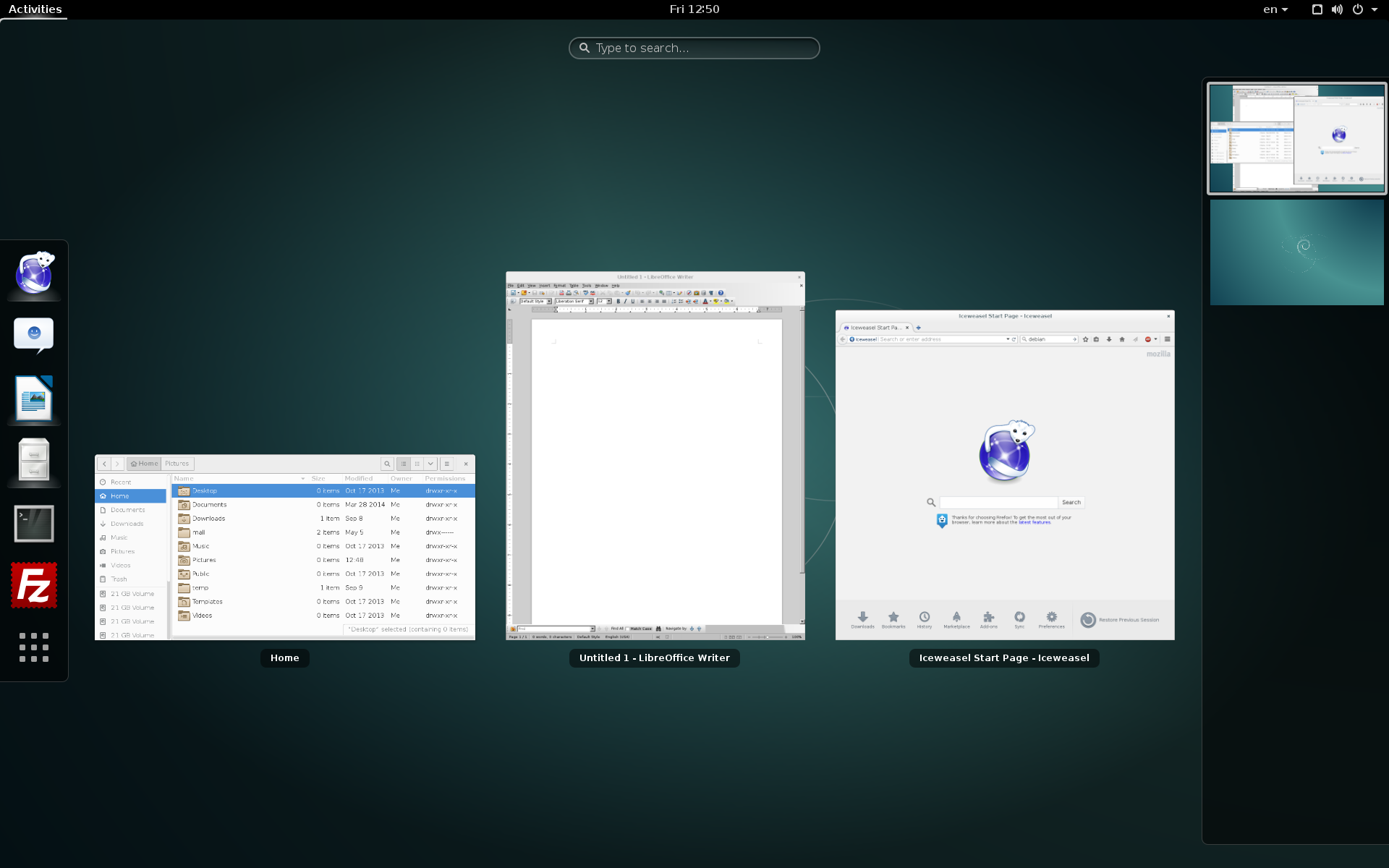
데비안 8 (Jessie)

2015년 4월 25일에 출시된 데비안 8( Jessie )에는 43,000개 이상의 패키지가 포함되어 있었고, Systemd가 기본 Init 소프트웨어로 채택되었다. (sysvinit과 upstart 패키지는 대체 패키지로 제공되었다.) ARM64와 ppc64le 아키텍처로 이식되었지만, IA-64, kfreebsd-amd64 및 kfreebsd-i386, IBM ESA/390(s390) (최신 64비트 s390x는 유지됨; 31비트 변형만 해당) 및 SPARC 아키텍처에 대한 지원은 중단되었다.
장기 지원은 2020년 6월에 종료되었다.
포인트 릴리스:
- 8.1 (2015년 6월 6일(10년 전))[212]
- 8.2 (2015년 9월 5일(9년 전))[213]
- 8.3 (2016년 1월 23일(9년 전))[214]
- 8.4 (2016년 4월 2일(9년 전))[215]
- 8.5 (2016년 6월 4일(9년 전))[216]
- 8.6 (2016년 9월 17일(8년 전))[217]
- 8.7 (2017년 1월 14일(8년 전))[218]
- 8.8 (2017년 5월 6일(8년 전))[219]
- 데비안 9.0 코드명 Stretch가 출시되고 Jessie가 oldstable이 됨 (2017년 6월 17일(8년 전))
- 8.9 (2017년 7월 22일(8년 전))[220]
- 8.10 (2017년 12월 9일(7년 전))[221]
- 정기적인 보안 지원 업데이트가 중단되었다. (2018년 6월 17일(7년 전))[211]
- 8.11 (2018년 6월 23일(7년 전)) 이것은 코드명 Jessie에 대한 최종 업데이트이다.[222]
- 데비안 10.0 코드명 Buster 출시, Jessie는 oldoldstable이 됨 (2019년 7월 6일(6년 전))
- Jessie 장기 지원 서비스가 종료되었다 (2020년 6월 30일(5년 전))[207]
- Jessie 연장 장기 지원 서비스 종료 (2025년 6월 30일(41일 전))[208]

### 데비안 9(스트레치)

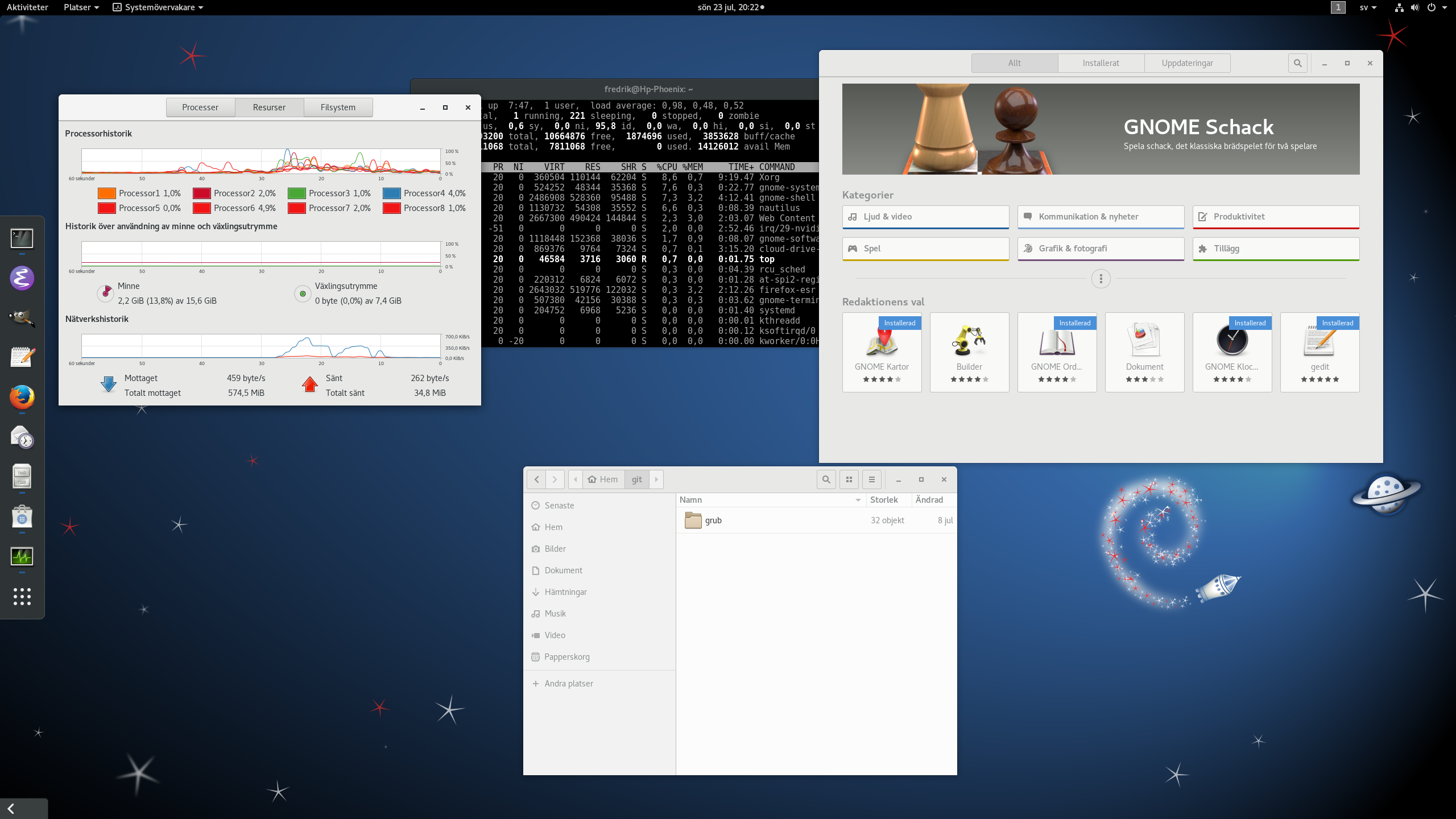
그놈이 탑재된 데비안 9 (Stretch)

데비안 9(스트레치)는 데비안 8.0보다 2년 2개월 후인 2017년 6월 17일에 출시되었으며, 51,000개 이상의 패키지를 포함하고 있었다. "포인트 릴리스"라고 불리는 마지막 마이너 업데이트는 2020년 7월 18일 (2020년 7월 18일)에 출시된 9.13 버전이다. 주요 업그레이드로는 리눅스 커널이 버전 3.16에서 4.9로, 그놈 데스크톱 버전이 3.14에서 3.22로, KDE 플라스마 4가 플라스마 5로, 리브레오피스 4.3이 5.2로, Qt가 4.8에서 5.7로 업그레이드되었다. LXQt도 추가되었다.
Intel i586 (Pentium), i586/i686 하이브리드 및 파워PC 아키텍처는 Stretch부터 더 이상 지원되지 않는다.
포인트 릴리스:
- 9.1 (2017년 7월 22일(8년 전))[227]
- 9.2 (2017년 10월 7일(7년 전))[228]
- 9.3 (2017년 12월 9일(7년 전))[229]
- 9.4 (2018년 3월 10일(7년 전))[230]
- 9.5 (2018년 7월 14일(7년 전))[231]
- 9.6 (2018년 11월 10일(6년 전))[232]
- 9.7 (2019년 1월 23일(6년 전))[233]
- 9.8 (2019년 2월 16일(6년 전))[234]
- 9.9 (2019년 4월 27일(6년 전))[235]
- Stretch가 oldstable이 되고, Buster가 stable 릴리스가 된다. (2019년 7월 6일(6년 전))
- 9.10 (2019년 9월 7일(5년 전))[236]
- 9.11 (2019년 9월 8일(5년 전))[237]
- 9.12 (2020년 2월 8일(5년 전))[238]
- 9.13 (2020년 7월 18일(5년 전)) 이것은 코드명 Stretch에 대한 최종 업데이트이다.[239]
- 장기 지원 연장 서비스 종료 (2022년 6월 30일(3년 전))[240]
- 연장 연장 장기 지원이 만료된다 (2027년 6월 30일(22개월 후))[208]

### 데비안 10(버스터)

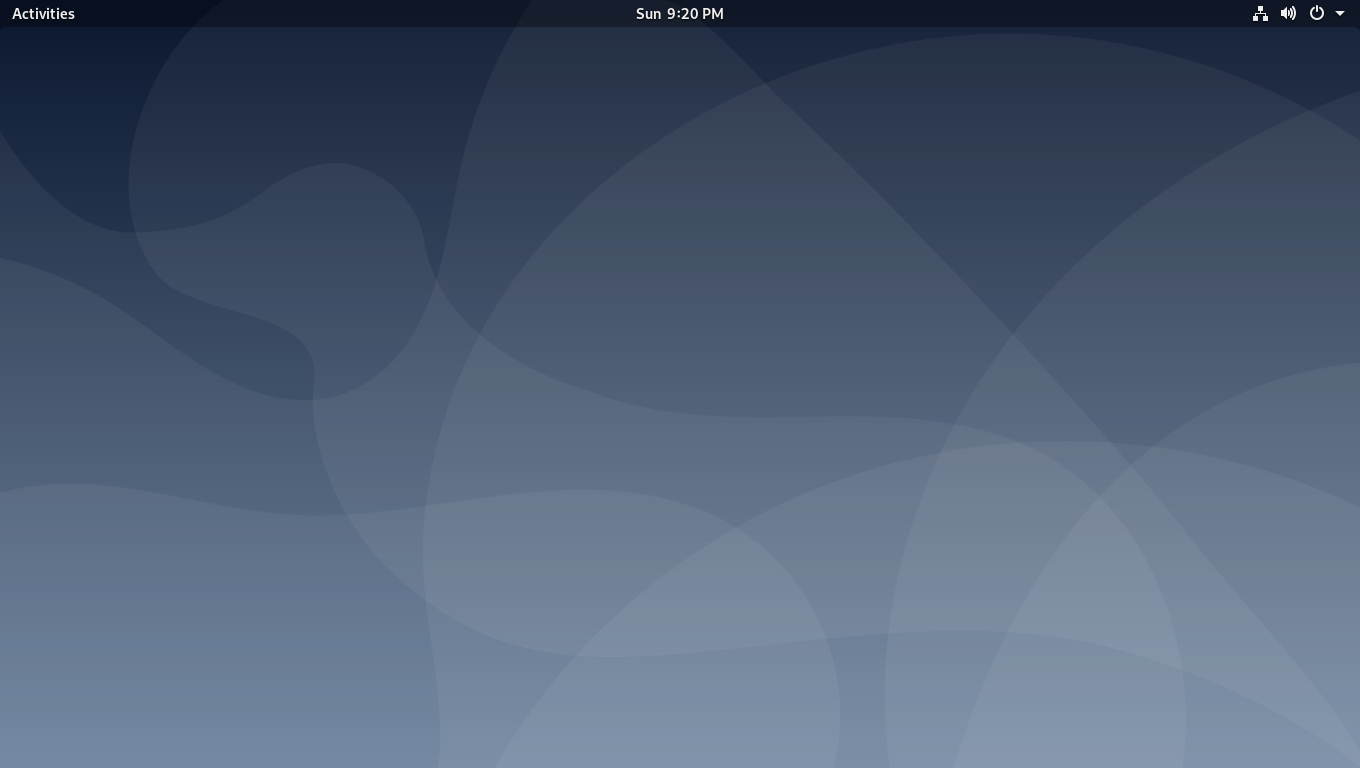
그놈이 탑재된 데비안 10 (버스터)

데비안 10(Buster)은 2019년 7월 6일 (2019년 7월 6일)에 출시되었다. 데비안 9(Stretch) 출시 후 2년 1개월 만이다. 데비안 10은 57,703개의 패키지를 포함하고 있으며, UEFI Secure Boot를 지원하고, AppArmor가 기본적으로 활성화되었으며, LUKS2를 기본 LUKS 형식으로 사용하며, 웨이랜드가 그놈에서 기본 디스플레이 서버로 설정되었다.
데비안 10은 리눅스 커널 버전 4.19를 탑재하고 있다. 사용 가능한 데스크톱으로는 Cinnamon 3.8, 그놈 3.30, KDE 플라스마 5.14, LXDE 0.99.2, LXQt 0.14, MATE 1.20, Xfce 4.12가 있다. 주요 애플리케이션 소프트웨어로는 사무용 생산성 프로그램인 리브레오피스 6.1, 미디어 보기 프로그램인 VLC 3.0, 웹 브라우징 프로그램인 Firefox ESR이 있다.
포인트 릴리스:
- 10.1 (2019년 9월 7일(5년 전))[244][245]
- 10.2 (2019년 11월 16일(5년 전))[246]
- 10.3 (2020년 2월 8일(5년 전))[247]
- 10.4 (2020년 5월 9일(5년 전))[248]
- 10.5 (2020년 8월 1일(5년 전))[249]
- 10.6 (2020년 9월 26일(4년 전))[250]
- 10.7 (2020년 12월 5일(4년 전))[251]
- 10.8 (2021년 2월 6일(4년 전))[252]
- 10.9 (2021년 3월 27일(4년 전))[253]
- 10.10 (2021년 6월 19일(4년 전))[254]
- Buster는 oldstable이 되고, Bullseye는 현재 안정된 릴리스이다 (2021년 8월 14일(3년 전))[1]
- 10.11 (2021년 10월 9일(3년 전))[255]
- 10.12 (2022년 3월 26일(3년 전))[256]
- 10.13 (2022년 9월 10일(2년 전)) 이것은 코드명 Buster에 대한 최종 업데이트이다.[257]
- Buster 장기 지원 서비스 종료 (2024년 6월 30일(13개월 전))[258]
- Buster 장기 지원 연장 서비스 종료 (2029년 6월 30일(3년 후))[259]

### 데비안 11(불스아이)

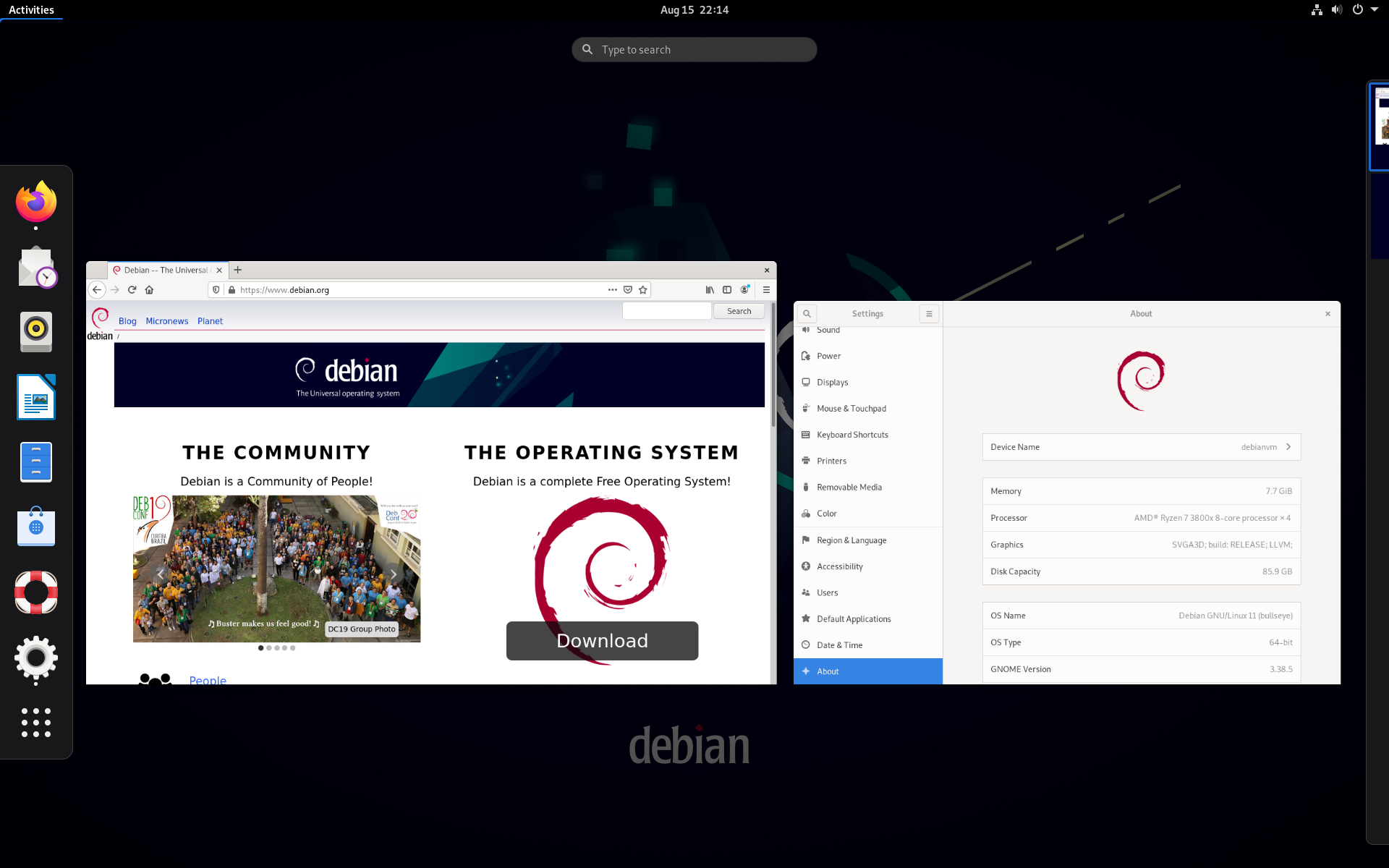
그놈 데스크톱이 탑재된 데비안 11 (Bullseye)

데비안 11(Bullseye)은 2021년 8월 14일에 출시되었다. 리눅스 커널 5.10 LTS를 기반으로 하며 5년 동안 지원된다.
2020년 11월 12일, 18개의 선택지를 대상으로 실시한 공개 투표에서 줄리엣 타카의 "Homeworld"가 승리하여 데비안 11의 기본 테마가 될 것이라고 발표되었다.
기존 Qt4/KDE 4 라이브러리와 파이썬 2의 지원이 중단되었으며, Qt 5.15와 KDE 플라스마 5.20을 함께 출시했다.
사용 가능한 데스크톱으로는 그놈 3.38, KDE 플라스마 5.20, LXDE 11, LXQt 0.16, MATE 1.24, Xfce 4.16이 있다. 또한 빅 엔디안 32비트 MIPS 아키텍처를 지원하지 않는다. 이는 여전히 지원되는 더 일반적인 i386 32비트 아키텍처와 혼동되어서는 안 된다.
데비안 11의 출시를 준비하기 위한 첫 번째 코드 동결은 2021년 1월 12일에 시작되었다.
개발 동결 일정:
- 2021년 1월 12일: 전환 동결[268]
- 2021년 2월 12일: 소프트 프리즈[269]
- 2021년 3월 12일: 극심한 동결[270]
- 2021년 7월 17일: 완전 동결
- 2021년 8월 14일 : 출시

포인트 릴리스:
- 11.1 (2021년 10월 9일(3년 전))[271]
- 11.2 (2021년 12월 18일(3년 전))[272]
- 11.3 (2022년 3월 26일(3년 전))[273]
- 11.4 (2022년 7월 9일(3년 전))[274]
- 11.5 (2022년 9월 10일(2년 전))[275]
- 11.6 (2022년 12월 17일(2년 전))[276]
- 11.7 (2023년 4월 29일(2년 전))[277]
- Bullseye는 oldstable이 되고, Bookworm은 현재 안정된 릴리스이다 (2023년 6월 10일(2년 전))[68]
- 11.8 (2023년 10월 7일(22개월 전))[278]
- 11.9 (2024년 2월 10일(17개월 전))[279]
- 11.10 (2024년 6월 29일(13개월 전))[280]
- 11.11 (2024년 8월 31일(11개월 전)); 이것은 Bullseye의 최종 포인트 릴리스이다.[281]

### 데비안 12(Bookworm)

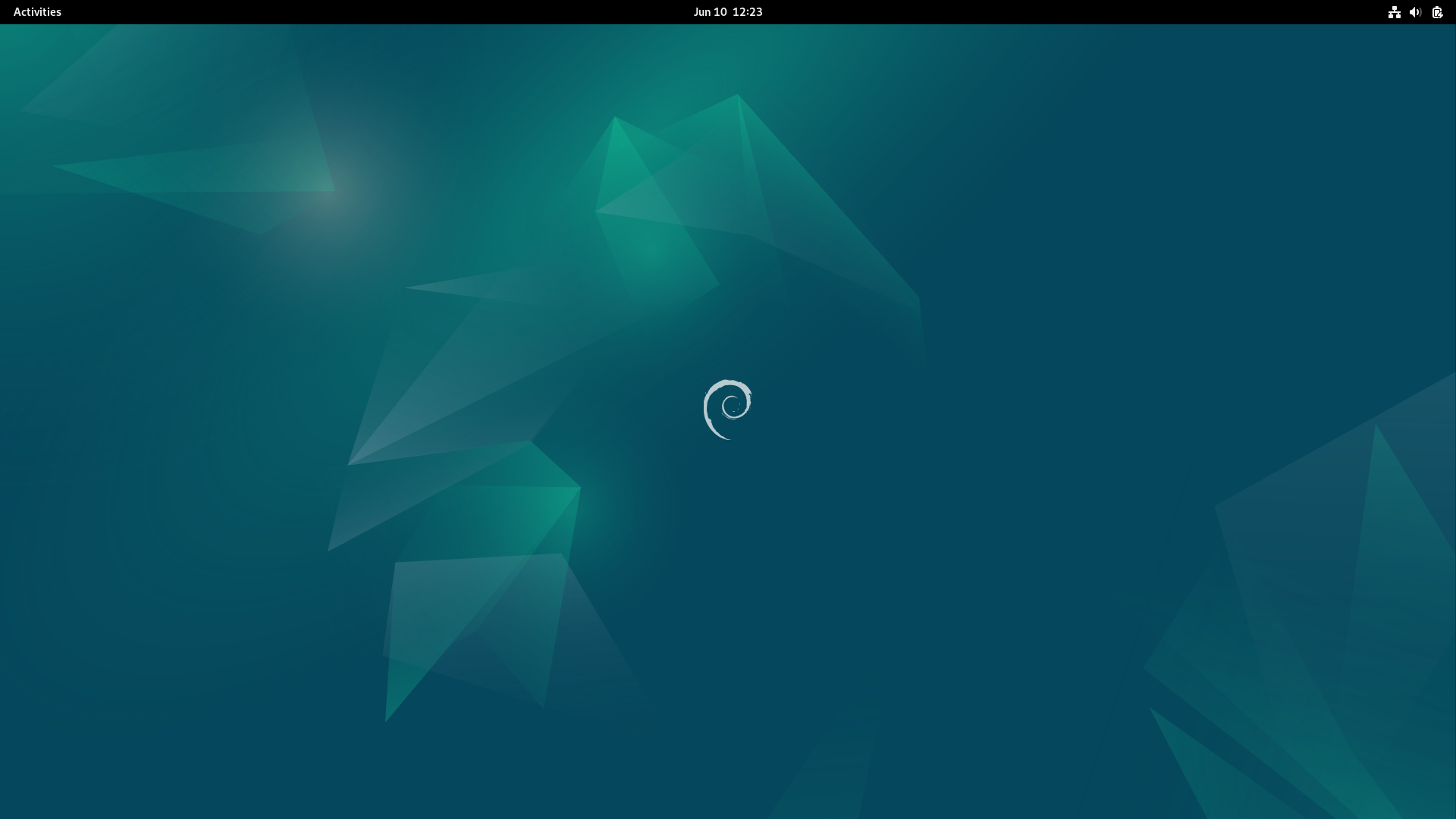
그놈이 탑재된 데비안 12 (Bookworm)

데비안 12(Bookworm)는 2023년 6월 10일에 출시되었다. 리눅스 커널 v6.1 LTS를 기반으로 하며, 기본 데스크톱 환경으로 그놈 43을 사용하지만, 평소처럼 KDE Plasma 5.27, LXDE 11, LXQt 1.2.0, MATE 1.26, Xfce 4.18 등 다른 데스크톱도 사용할 수 있다.
32비트 x86 PC 포트의 호환성 수준을 i586에서 i686 호환성으로 높였다.
KDE Plasma 5를 탑재한 마지막 버전이다.
데비안 12부터 데비안 아카이브의 "non-free-firmware" 저장소에 있는 비자유 펌웨어 패키지가 공식 설치 프로그램과 라이브 이미지에서 최신 Wi-Fi 카드나 최신 그래픽 카드와 같이 시스템이 이러한 패키지가 필요하다고 판단하는 경우에 한해 기본적으로 활성화 되었다. 또한 이러한 변경을 허용하기 위해 데비안 우리의 약속이 변경되었다.
2022년 10월 13일, 릴리스 팀은 이 릴리스에 대한 동결 개발 마일스톤 타임라인을 발표했다.
- 2023년 1월 12일: 전환 및 툴체인
- 2023년 2월 12일: 소프트 동결
- 2023년 3월 12일: 극심한 동결

포인트 릴리스:
- 12.1 (2023년 7월 22일(2년 전))[288]
- 12.2 (2023년 10월 7일(22개월 전))[289]
- 12.3 (취소됨, 2023년 12월 9일 출시 예정 (2023년 12월 9일(20개월 전)))[290]
- 12.4 (2023년 12월 10일(20개월 전))[291]
- 12.5 (2024년 2월 10일(17개월 전))[292]
- 12.6 (2024년 6월 29일(13개월 전) (2024년 4월 6일 (2024년 4월 6일(16개월 전))에서 연기))[293][294]
- 12.7 (2024년 8월 31일(11개월 전))[295]
- 12.8 (2024년 11월 9일(9개월 전))[296][297][298]
- 12.9 (2025년 1월 11일(6개월 전))[299][298][300]
- 12.10 (2025년 3월 15일(4개월 전))[301]
- 12.11 (2025년 5월 17일(2개월 전))[302]

### 데비안 13(트릭시)

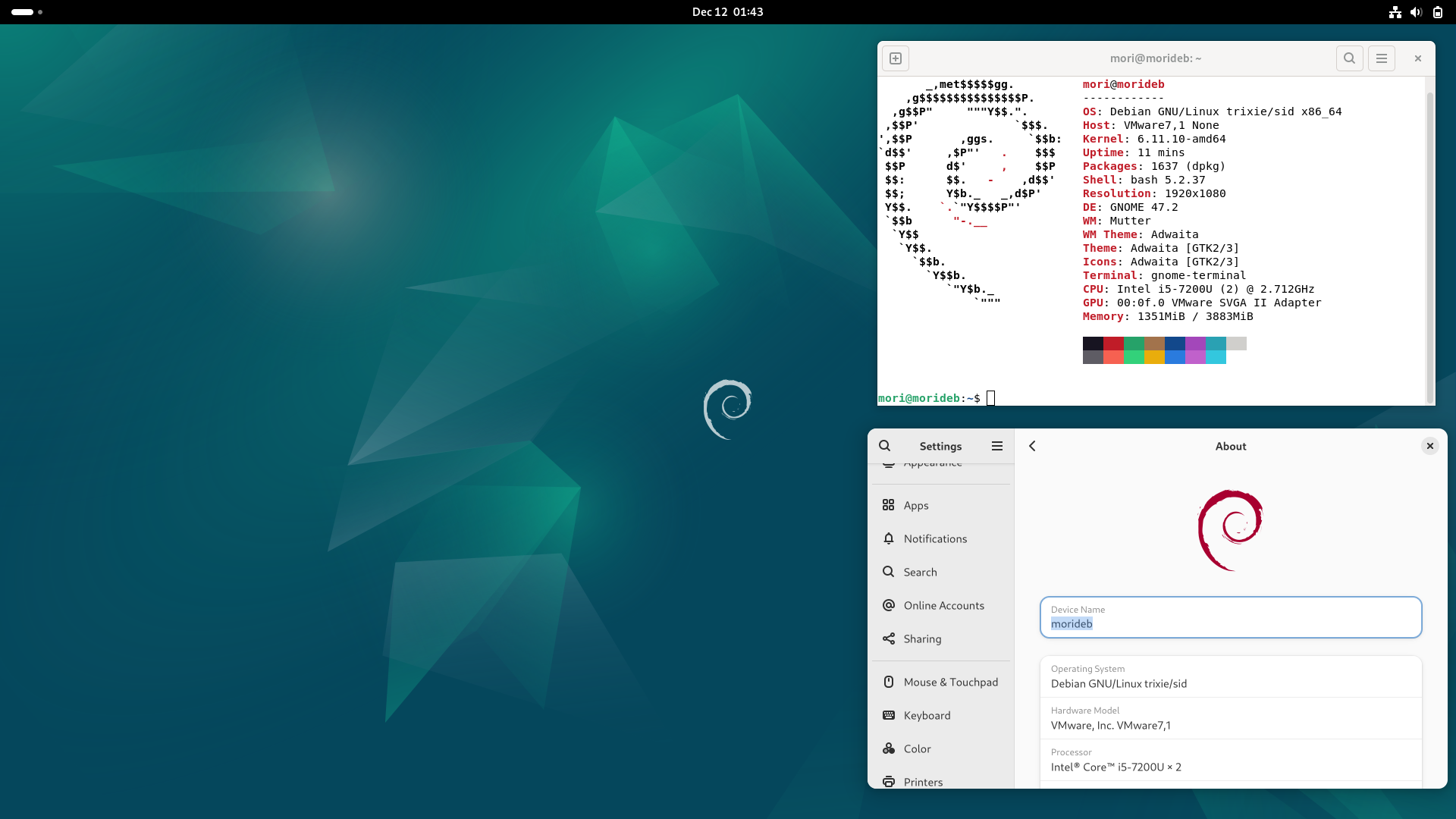
그놈이 탑재된 데비안 13 (Trixie)

2023년 6월 10일 데비안 12가 출시되면서, testing은 이제 Trixie라는 코드명으로도 알려지게 되었으며, 2025년에 데비안 13으로 출시될 것으로 예상된다. v6.12 LTS 커널을 사용할 가능성이 높다.
데비안 13에서는 RISC-V에 대한 지원이 추가될 예정이며, 64비트 버전인 riscv64에서는 확실히 지원될 것이고, 32비트 버전인 riscv32에서는 가능할 수도 있다.
데비안 13에서는 mipsel 아키텍처에 대한 지원이 중단되고, i386 및 armel 아키텍처에 대한 설치 프로그램도 중단된다.
데비안 13에는 KDE Plasma 6이 탑재된다.
주요 출시일:
- [2024년 12월 31일]: 데비안 인스톨러 Trixie Alpha 1 릴리스 https://www.debian.org/devel/debian-installer/News/2024/20241231
- [2025-03-15]: 전환 및 툴체인 동결
- [2025-04-15]: 소프트 프리즈
- [2025-05-15]: 하드 동결 - 주요 패키지 및 autopkgtests가 없는 패키지용
- [2025-05-17]: Trixie RC 1 설치 프로그램이 출시되었습니다: https://www.debian.org/devel/debian-installer/News/2025/20250517
- [TBA]: 완전 동결
- [TBA]: 차단 해제 요청 마감일

### 데비안 14(포키)
데비안 13(트릭시)이 출시된 후, 테스트는 포키라는 코드명으로도 알려지게 되며, 2027년에 데비안 14로 출시될 것으로 예상된다.

## 출시 일정
| 타임라인 설명 |       |                      |          |                 |         |
| 릴리스        | 처음  | 시작                 | 마지막   | 종료            | 참고    |
| Buzz          | 1.1   | 1996년 6월 17일      | 빈칸     | 빈칸            |         |
| Rex           | 1.2   | 1996년 12월 12일     | 빈칸     | 빈칸            |         |
| Bo            | 1.3   | 1997년 6월 5일       | 1.3.1.r8 | 1998년 5월 16일 |         |
| Hamm          | 2.0r0 | 1998년 7월 24일      | 2.0r5    | 1999년 2월 15일 | [ 314 ] |
| Slink         | 2.1r0 | 1999년 3월 9일       | 2.1r5    | 2000년 9월 30일 | [ 315 ] |
| Potato        | 2.2r0 | 2000년 8월 14일–15일 | 2.2r7    | 2002년 7월 19일 | [ 316 ] |
| Woody         | 3.0r0 | 2002년 7월 19일      | 3.0r6    | 2006년 6월 30일 | [ 317 ] |
| Sarge         | 3.1r0 | 2005년 6월 6일       | 3.1r8    | 2008년 4월 12일 | [ 318 ] |
| Etch          | 4.0r0 | 2007년 4월 8일       | 4.0r9    | 2010년 5월 22일 | [ 319 ] |
| Lenny         | 5.0   | 2009년 2월 14일      | 5.0.10   | 2012년 3월 10일 | [ 320 ] |
| Squeeze       | 6.0   | 2011년 2월 6일       | 6.0.10   | 2014년 7월 19일 | [ 321 ] |
| Wheezy        | 7.0   | 2013년 5월 4일       | 7.11     | 2016년 6월 4일  | [ 322 ] |
| Jessie        | 8.0   | 2015년 4월 25일      | 8.11     | 2018년 6월 17일 | [ 323 ] |
| Stretch       | 9.0   | 2017년 6월 17일      | 9.13     | 2020년 7월 18일 | [ 324 ] |
| Buster        | 10.0  | 2019년 7월 6일       | 10.13    | 2022년 9월 10일 | [ 325 ] |
| Bullseye      | 11.0  | 2021년 8월 14일      | 11.11    | 발표 예정       | [ 326 ] |
| Bookworm      | 12.0  | 2023년 6월 10일      | 12.11    | 발표 예정       | [ 327 ] |

## 포트 타임라인
틀:Timeline Debian GNU/Linux Ports
| 타임라인 설명  |             |        |         |          |         |         |
| 포트           | 포인터 크기 | 엔디언 | 추가됨  | 삭제됨   | 상태    | 참고    |
| alpha          | 64 비트     | 리틀   | Slink   | Squeeze  | ports   | [ 328 ] |
| amd64          | 64 비트     | 리틀   | Etch    | 현재     | release | [ 329 ] |
| arm            | 32 비트     | 리틀   | Potato  | Squeeze  | -       | [ 330 ] |
| armel          | 32 비트     | 리틀   | Lenny   | 현재     | release | [ 330 ] |
| armhf          | 32 비트     | 리틀   | Wheezy  | 현재     | release | [ 330 ] |
| arm64          | 64 비트     | 리틀   | Jessie  | 현재     | release | [ 330 ] |
| hppa           | 32 비트     | 빅     | Woody   | Squeeze  | ports   | [ 331 ] |
| i386           | 32 비트     | 리틀   | 첫 번째 | 현재     | release | [ 332 ] |
| ia64           | 64 비트     | 리틀   | Woody   | Jessie   | ports   | [ 333 ] |
| kfreebsd-amd64 | 64 비트     | 리틀   | Squeeze | Jessie   | ports   | [ 334 ] |
| kfreebsd-i386  | 32 비트     | 리틀   | Squeeze | Jessie   | ports   | [ 334 ] |
| m68k           | 32 비트     | 빅     | Hamm    | Etch     | ports   | [ 335 ] |
| mips           | 32 비트     | 빅     | Woody   | Bullseye | -       | [ 336 ] |
| mips64el       | 64 비트     | 리틀   | Stretch | 현재     | release | [ 337 ] |
| mipsel         | 32 비트     | 리틀   | Woody   | Trixie   | release | [ 338 ] |
| powerpc        | 32 비트     | 빅     | Potato  | Stretch  | ports   | [ 339 ] |
| ppc64le        | 64 비트     | 리틀   | Jessie  | 현재     | release | [ 339 ] |
| s390           | 32 비트     | 빅     | Woody   | Jessie   | -       | [ 340 ] |
| s390x          | 64 비트     | 빅     | Wheezy  | 현재     | release | [ 340 ] |
| SPARC          | 32 비트     | 빅     | Slink   | Jessie   | -       | [ 341 ] |

과거 아키텍처 중 다수와 아직 릴리스 상태를 달성하지 못한 아키텍처 중 일부는 debian-ports 저장소에서 사용할 수 있다.

## 같이 보기
- 데비안 버전 기록 요약
- 우분투 버전 역사
- 리눅스 민트 버전 역사